# Laura van der Heijden (handball)
Pour les articles homonymes, voir Laura van der Heijden.
Laura van der Heijden, née le 27 juin 1990 à Amersfoort, est une joueuse internationale néerlandaise de handball, évoluant au poste d'arrière droite à Chambray Touraine Handball.

## Biographie
En décembre 2015, elle crée la surprise avec les Pays-Bas en atteignant la finale du championnat du monde, perdue face à la Norvège,.
En décembre 2017, elle décroche une médaille de bronze lors du championnat du monde en remportant le match pour la troisième place face à la Suède. Deux ans plus tard, elle devient Championne du monde en 2019.

## Palmarès

### En club
compétitions nationales
- championne des Pays-Bas en 2010 (avec VOC Amsterdam)
- championne du Danemark en 2016 (avec Team Esbjerg)
- championne d'Allemagne en 2019 (avec SG BBM Bietigheim) et 2021 (avec Borussia Dortmund)
  - vice-championne en 2022 (avec Borussia Dortmund)
- vainqueur de la coupe d'Allemagne en 2012 (avec VfL Oldenburg)

### En sélection
championnats du monde
- 15e place au championnat du monde 2011
- 12e place au championnat du monde 2013
- finaliste du championnat du monde 2015
- troisième du championnat du monde 2017
- vainqueur du Championnat du monde 2019
- 9e place au championnat du monde 2021

Jeux olympiques
- 4e place aux Jeux olympiques de 2016
- 5e place aux Jeux olympiques de 2021

championnats d'Europe
- 8e place au championnat d'Europe 2010
- 7e place au championnat d'Europe 2014
- finaliste du championnat d'Europe 2016
- troisième du championnat d'Europe 2018
- 6e place au championnat d'Europe 2020
- 6e place au championnat d'Europe 2022